# Max Förderreuther (Landrat)
Max Förderreuther (* 14. Dezember 1890 in München; † im 20. Jahrhundert) war ein deutscher Landrat.

## Leben
Nach dem Abitur am Theresien-Gymnasium München absolvierte Max Förderreuther ein Studium der Rechtswissenschaften an der Ludwig-Maximilians-Universität München und promovierte dort am 23. Juni 1920 mit der Dissertation „Die Verjährung des öffentlichen Rechts“ zum Dr. jur. Das Große juristische Staatsexamen legte er 1920 ab und wurde Assessor im  Staatsministerium des Innern. Bevor er am 1. Juni 1921 zum Bezirksamtmann des Bezirksamtes Donauwörth ernannt wurde, war er vom Ministerium für einige Monate nach dort abgeordnet worden. 1933 wechselte er in die Landesverwaltung und wurde Regierungsrat  im Staatsministerium für Wirtschaft  (Abteilung Landwirtschaft). Er hatte einen nebenamtlichen Lehrauftrag an der Technischen Hochschule München über landwirtschaftliches Recht. Von Juni 1936 bis Jahresende 1937 übte er das Amt des Bezirksamtsvorstands in Eichstätt aus. Zum 1. Januar 1938 erhielt er die Ernennung zum Bezirksamtsvorstand (ab 1939 Landrat) des Bezirksamtes Donauwörth (ab 1939 Landkreis Donauwörth). Dieses Amt hatte er bis Juni 1945 inne, als er aus dem Dienst entfernt und bis zum 23. April 1946  interniert wurde. Die Spruchkammer stufte ihn im Entnazifizierungsverfahren als Mitläufer ein, so dass Förderreuther im Mai 1948 juristischer Referent beim Flurbereinigungsamt München wurde. Am 25. Mai 1948 wurde er zum Bürgermeister von Donauwörth gewählt, trat das Amt jedoch wegen seiner Beschäftigung im Staatsministerium für Landwirtschaft und Forsten  nicht an. Am 1. Oktober 1950 zum Oberregierungsrat befördert, blieb er bis zu seiner Pensionierung am 1. Juli 1956 in diesem Amt. Später wurde er als Ruhestandsbeamter zur Aushilfe bei der Rechtsbereinigung und der Erstellung des Amtsblatts eingesetzt.
Förderreuther war zum 1. Mai 1933 in die NSDAP eingetreten (Mitgliedsnummer 2.278.233). Von 1914 an war er Mitglied des DRK, wo er 1938 der Kreisführer in Donauwörth war.